# 血蠅
《血蠅》（義大利語：4 mosche di velluto grigio）是一部1971年由達利歐·阿基多編劇和導演的鉛黃電影。這部電影講述了麥可·布蘭登饰演的罗伯托·托比亚斯意外殺死一名男子，然後受到目睹這一事件的人的折磨。該片是羅馬Seda Spettacoli公司和巴黎環球影業法國公司聯合製作的義大利和法國合拍電影。

## 剧情
乐队鼓手罗伯托·托比亚斯被一个可疑人物跟踪。他追上跟踪者与之对峙，跟踪者拔出了一把刀，两人打斗中，罗伯托不小心刺伤了他，看似将其杀死。这时，有个戴面具的人拍下了几张照片。在随后的几天里，罗伯托收到了知晓他杀死跟踪者卡洛·马罗西的恐吓信。
当晚，罗伯托在家中遭到面具人伏击，面具人告诉他，他们和他之间还没玩完，然后就把他打晕了。女仆阿梅莉亚在暗处目睹了这一切。妻子尼娜回家后，罗伯托向她坦白了一切，但不愿报警，因为如此他将因谋杀马罗西而被捕。阿梅莉亚现在知道了面具人的身份，打算敲诈他们，却在公园里被他们杀害。尽管罗伯托不情愿，尼娜的表姊妹达利亚还是来到了尼娜和罗伯托家。
另一边，卡洛·马罗西还活着：他与罗伯托的打斗用的是一把可伸缩的刀。马罗西替折磨罗伯托的人办事。由于对谋杀阿梅莉亚感到不安，马罗西想要退出这一切，但神秘人物反而杀了他。
罗伯托雇佣了一位浮夸的侦探阿罗西奥来找出折磨他的人。罗伯托回到家时，发现尼娜已经离开。她告诉罗伯托，只要还有人跟踪他们，她就不会再待在这所房子里。罗伯托决定留下来。当晚，达利亚主动提出在此期间照顾罗伯托，罗伯托在浴缸里与她調情后，两人做爱。
阿罗西奥调查了罗伯托和尼娜的历史后，来到了精神病院拉皮迪别墅。他与一位医生谈起了某个被诊断出有杀人偏执的无名病人。当这个病人的父亲突然去世后，他的精神病症状莫名其妙地消失了，也就因此出院。后来，在追踪这名身份不明的病人时，阿罗西奥遭到伏击，被人用装满毒药的注射器杀害。
与此同时，达利亚在翻看家庭照片时，发现罗伯托的一张照片与另一张画面里看不到人像的照片之間有一種奇怪的相似之處。兇手突然出現，將她刺死。警方使用視網膜成像技术还原达利亚生前看到的最后影像，但只得到灰色背景下四個黑色污蹟的模糊圖片。技术人员说，图像看起来就像“灰天鹅绒上的四只苍蝇”。
罗伯托知道凶手下一个目标很可能就是自己，于是他在昏暗的家中持枪等待。罗伯托的朋友戈弗雷打来电话，但电话突然断了。就在这时，尼娜回到了家。罗伯托劝她为了安全赶紧离开，但这时他注意到了尼娜的吊坠项链。那是一隻封閉在玻璃中的蒼蠅，当它摆动时，就會在灰色背景上呈現出幾隻蒼蠅的外觀。
罗伯托意识到尼娜就是凶手。尼娜抢过罗伯托的枪，朝他的肩膀开了一枪。尼娜用枪指着罗伯托，解释说她的继父对她身心施虐，把她送进了拉皮迪别墅精神病院。他的死治好了她的病，却让她感到沮丧，因为她想亲手杀了他。由于罗伯托与继父长得十分相似，尼娜决定折磨并谋杀罗伯托，以替代继父。她嫁给了他，并精心策划了与他玩的残酷游戏。尼娜多次向罗伯托开枪，但戈弗雷及时赶到，分散了尼娜的注意力，罗伯托得以打掉她手中的枪。尼娜驾车飞驰而去，却追尾了一辆卡车。卡车的后保险杠将她斩首，汽车在一团火焰中爆炸。

## 制作
早期考慮饰演主角罗伯托·托比亚斯的有泰倫斯·史丹普、麥可·約克，甚至還有披頭四樂隊的一些成員。阿基多曾不想使用“視網膜捕捉到影像”这一情节，因為它太夢幻了。

## 发行
《血蠅》於1971年12月17日在義大利首映。從1971年12月23日到1972年1月30日，這部電影在義大利46家影院收获了120萬美元的票房。

### 家庭媒体
直到2009年初，這部電影才以合法版本向家庭影片觀眾提供，無論是國內還是國際，一度只有長期絕版且鮮為人知的法國VHS版本。這部電影的版權（至少在美國）歸派拉蒙影業所有，但派拉蒙影業并未选择發行該片。
MYA Communication於2009年2月24日發行了《血蠅》的1區DVD。該光碟包含這部「散失」電影的未剪輯、完全重製版，收录院线預告片、英文片頭和片尾字幕以及內容豐富的照片庫 。然而，由於底片損壞，这一版本省略了30-40秒的鏡頭。
為了慶祝這部電影上映40週年並紀念該片被認為散失20週年，Shameless Screen Entertainment於2012年1月30日在英國發行了該片的藍光和DVD版。